# Frank Rozendaal
Frank Gerard Rozendaal (* 9. Mai 1957 in Bloemendaal, Niederlande; † 3. Dezember 2013) war ein niederländischer Ornithologe, der vornehmlich Forschungen über die südostasiatische Avifauna betrieb. Ein weiterer Schwerpunkt seiner Arbeit war die Taxonomie der Fledermäuse. Nach Exkursionen in Europa und dem Nahen Osten unternahm er zwischen 1979 und 1991 mehrere Expeditionen nach Süd-, Südost- und Ostasien, wo er einige neue Vogel-, Fledermaus- und Insektentaxa entdeckte.

## Leben
1979 zählte Rozendaal zu den Mitbegründern der niederländischen Ornithologen-Organisation Dutch Birding Association, die das Vogeljournal Dutch Birding herausgibt. Er kreierte das Logo des Journals, das eine juvenile Rosenmöwe (Rhodostethia rosea) zeigt und war bis 1994 für die Rubrik über die asiatisch-pazifische Avifauna verantwortlich.
1981 veröffentlichte er einen Bericht über die ornithologische Arbeit des niederländischen Naturforschers Max Eduard Gottlieb Bartels (1871–1934) und seiner Söhne in Niederländisch-Indien und im heutigen Indonesien.  Im selben Jahr verfasste er eine Abhandlung über die ornithologische Arbeit von Andries Hoogerwerf (1906–1977).  1984 beschrieb er den Halmahera-Blütenflughund (Syconycteris carolinae), den er seiner Frau, der Biologin Caroline Rozendaal-Kortekaas, widmete. Im selben Jahr schloss er sein Biologie-Studium an den Universitäten von Utrecht und Leiden ab. 1985 entdeckte er im Norden Sulawesis den Zinnoberkauz (Ninox ios), der 1999 von Pamela C. Rasmussen beschrieben wurde. Während einer Exkursion nach Bacan in den Molukken im Jahr 1985 entdeckten die Rozendaals die Zikadenart Diceropyga bacanensis, die 1988 von Joannes Petrus Duffels beschrieben wurde. Im selben Jahr entdeckten sie auf Sangihe Besar die Libellenart Celebophlebia carolinae, die ebenfalls nach Rozendaals Frau benannt wurde. Gemeinsam mit Frank Lambert unternahm Rozendaal zwischen Mai und Juni 1985 Suchexpeditionen für zwei lange verschollen geglaubte Vogelarten, den Sangihedickkopf (Coracornis sanghirensis) und den Silberparadiesschnäpper (Eutrichomyias rowleyi). Das Bemühen von Rozendaal und Lambert verlief zwar ergebnislos, jedoch wurden beide Arten 1995 beziehungsweise 1998 wiederentdeckt. 1987 veröffentlichte Rozendaal die wissenschaftliche Erstbeschreibung zum Tanimbarbuschsänger (Horornis carolinae), den er ebenfalls seiner Frau widmete. 1990 verfasste er einen Artikel über die Lautäußerungen und die Taxonomie der Sulawesinachtschwalbe (Caprimulgus celebensis), die längere Zeit als Unterart der Philippinennachtschwalbe (Caprimulgus manillensis) galt, jedoch gegenwärtig allgemein als eigenständige Art anerkannt ist. 1993 beschrieb er die Blaubürzelpitta-Unterart Pitta soror flynnstonei und widmete sie den beiden US-Amerikanern Sean Flynn und Dana Stone, ein Fotojournalist des Time-Magazins und ein Kameramann, die Anfang der 1970er-Jahre Kambodscha auf dem Motorrad durchqueren wollten und dabei spurlos verschwunden sind. Ihre mutmaßlichen Gräber sollen 1991 entdeckt worden sein und Vermutungen gehen in die Richtung, dass sie während der Terror-Herrschaft der Roten Khmer ermordet wurden. Im Jahr 2000 beschrieb er in Zusammenarbeit mit Pamela C. Rasmussen den Taiwanbuschsänger (Locustella alishanensis). 2004 beschrieb er gemeinsam mit George Sangster die Mees-Nachtschwalbe (Caprimulgus meesi), die er nach dem niederländischen Ornithologen und Ichthyologen Gerlof Fokko Mees (1926–2013) vom Museum Naturalis in Leiden benannte.
Neben seinen ornithologischen Interessen arbeitete Rozendaal als Fotograf, der vornehmlich Feldhockey-Spiele aber auch Flugzeuge fotografierte. Er starb nach kurzer Krankheit am 3. Dezember 2013.

## Dedikationsnamen
1984 benannten Charles M. Francis and John Edwards Hill (1928–1997) die Goldene Röhrennasenfledermaus (Murina rozendaali) zu Ehren von Rozendaal.